# David Brinkley
David Brinkley est un journaliste et présentateur de journal américain né le 10 juillet 1920 à Wilmington en Caroline du Nord et décédé le 11 juin 2003 à Houston au Texas.

## Travail télévisuel
- 1951-1956 : Camel News Caravan
- 1956-1970 : NBC News - The Huntley-Brinkley Report
- 1961-1963 : David Brinkley's Journal
- 1971-1979 : NBC Nightly News
- 1980-1981 : NBC Magazine with David Brinkley
- 1981-1996 : This Week with David Brinkley
- 1981-1998 : ABC World News Tonight
- 1991 : Pearl Harbor: Two Hours That Changed The World with David Brinkley
- 1994 : David Brinkley Reports: The Battle of the Bulge